# عيتا الجبل
عيتا الجبل هي إحدى القرى اللبنانية من قرى قضاء بنت جبيل في محافظة النبطية.

## الموقع والجغرافيا
تقع عيتا الجبل (الزط) في قضاء بنت جبيل أحد أقضية محافظة النبطية، تبعد عيتا الجبل (الزط) 112 كلم (69.5968 مي) عن بيروت عاصمة لبنان. ترتفع بمعدل 700 م عن سطح البحر وتمتد على مساحة 499 هكتاراً (4.99 كلم²- 1.92614 مي²).

## السكّان، الناخبون، السلطات المحلّية
يبلغ عدد السكّان المسجّلين في عيتا الجبل (الزط) 810 نسمة. في الانتخابات الأخيرة عام ألفين وأربعة، كان في عيتا الجبل (الزط) 3515 منتخب مسجل ومنهم 1917 منتخب فعليّ. يوجد في البلدة مجلس بلدي.

## بعض من تاريخها
عرفت عيتا الجبل سابقاً «عيتا الزط» وهو اسم مركّب من جزءين: "Itta" بالسريانية ويعني كنيسة ومجمعاً والجزء الثاني «الزط» وهم قوم من غير العرب من اواسط آسيا، ثم ابدل اسمها إلى «عيتا الجبل» وفقا لما ورد في «موسوعة لبنان».

## نواحي الحياة فيها
عيتا الجبل (قضاء بنت جبيل) من قرى التماس التي كانت محاذية للشريط المحتل، عانى سكانها آثار الاحتلال كما عانوا في كل قرى القضاء التي كانت متاخمة لما يسمى «الحزام الامني». هجرها سكانها بسبب الأوضاع الأمنية التي احاطت بهم ومنعتهم من مزاولة حياتهم اليومية، فتركتها غالبية العائلات بحثا عن الامان في الداخل اللبناني وبعض بلدان الاغتراب كأفريقيا وإسبانيا واميركا، فتوقفت فيها عجلة الحياة ابان مرحلة الاحتلال، ثم عادت إليها ببطء بعد التحرير مع عودة قلة من عائلاتها إليها.ينتمي لها جيل من المقاومين اللذين تشهد لهم الميادين ببطولاتهم برد العدو الصيهيوني الغاصب

## أعلام
- جعفر مرتضى العاملي